# Paranotothenia dewitti
Paranotothenia dewitti är en fiskart som beskrevs av Balushkin, 1990. Paranotothenia dewitti ingår i släktet Paranotothenia och familjen Nototheniidae. Inga underarter finns listade i Catalogue of Life.